# Балцан, Лев Иосифович
Лев Ио́сифович Балца́н (до 1993 года был известен как Леони́д Ио́сифович Балца́н; род. 21 января 1948, Кишинёв, Молдавская ССР, СССР) — русский литератор, молдавский и израильский журналист, редактор и издатель.

## Биография
Родился в Кишинёве в семье видного молдавского поэта Иосифа Балцана. После окончания Кишинёвского политехнического института работал инженером, потом занялся журналистской деятельностью, публиковал фельетоны в периодической печати Молдавии. До 1993 года совместно с Борисом Сандлером был редактором кишинёвской двуязычной (русско-идиш) газеты «Наш голос», с 2002 до 2005 года был главным редактором русскоязычной газеты «Вести».
Автор сборников юмористической прозы «Летопись трудовых коллективов» (Кишинёв, 1985), «Цветы мести» (Кишинёв, 1990), книг «Еврейские притчи и анекдоты» и «Кулинарная книга», составитель (совместно с Ефремом Баухом) сборника документов конференции посвящённой столетию Кишинёвского погрома 1903 года «Оклик через жизнь» (издательство «Иврус», Тель-Авив, 2003); адаптировал для русскоязычного читателя транслитерированный словарь своего двоюродного дяди Хаима Балцана — «Новый русский-иврит словарь для всех» («Иврус», Тель-Авив, 2000).
В 1993 году в Израиле основал и возглавил частное издательство «Иврус», специализирующееся на издании словарей, справочной литературы, географических карт и путеводителей на русском языке. Составитель ряда изданных этим издательством книг («Избранное» Феликса Кривина, 1999 и других). Живёт в Реховоте.

## Книги
- Летопись трудовых коллективов. Кишинёв, 1985.
- Цветы мести (юмористические рассказы, фельетоны, сказки, фразы и миниатюры). Периодика: Кишинёв, 1990.
- Еврейские притчи и анекдоты. Кишинёв, 1991.
- Кулинарная книга. Иврус: Тель-Авив, 2006.